# Andreas Beck (futbolista)
Andreas Beck (Kemerovo, Unión Soviética, 13 de marzo de 1987) es un exfutbolista alemán que jugaba de defensa.

## Carrera

### VfB Stuttgart
Beck hizo su debut en la Bundesliga el 11 de febrero de 2006 en el partido que enfrentó a su equipo, el VfB Stuttgart, contra el Arminia Bielefeld. Poco después, realizó su debut internacional en el partido que enfrentó al Stuttgart contra el Middlesbrough, en un partido correspondiente a la Copa de la UEFA. Esa misma temporada, marcó su primer gol en liga el 27 de octubre de 2006, en la victoria de su equipo frente al Bayer Leverkusen. (1-0).

### TSG 1899 Hoffenheim
El 7 de julio de 2008 fue traspasado al Hoffenheim. después de permanecer tres temporadas en el Stuttgart, con el que ganó la Bundesliga en la temporada 2006-07. Sus actuaciones en el equipo provocaron el interés de grandes clubes europeos como el Real Madrid, la Juventus de Turín, y el Valencia C. F.
En julio de 2019 fichó por el K. A. S. Eupen belga. Quedó libre una vez finalizó la temporada 2021-22 y antes de acabar el año 2022 anunció su retirada.

## Selección nacional
El 5 de febrero de 2009 fue llamado por primera vez por el entrenador alemán Joachim Loew para jugar con Alemania, completando seis días después en Düsseldorf su primer partido contra Noruega. En la derrota de su selección (0-1) el zaguero entró en el descanso en sustitución de Andreas Hinkel. El 28 de marzo, jugó en las eliminatorias mundialistas contra Liechtenstein. Además, Beck es el primer jugador del Hoffenheim que ha sido utilizado en un partido oficial con Alemania.
El 6 de mayo de 2010 fue preseleccionado por el entrenador nacional Joachim Loew en el equipo previo para la Copa Mundial de Fútbol de 2010, pero el 1 de junio de 2010 es finalmente descartado junto a otros jugadores.
Su mayor éxito internacional lo logró al ganar la Eurocopa sub-21 de 2009 en Suecia con la selección sub-21 de Alemania, con Horst Hrubesch como entrenador. Con su gol decisivo ante Italia (1-0), Alemania consiguió abrir el camino a la final, la cual ganó ante Inglaterra por 4-0.

## Estadísticas

### Clubes
La siguiente tabla detalla los encuentros disputados y los goles marcados por Beck en los clubes en los que ha militado.
| VfB Stuttgart · Alemania |                     |     |   |    |    |   |    |    |   |    |     |   |    |
| 2005-06 | 5                   | 0   | 1 | 0  | 0  | 0 | 1  | 0  | 0 | 6  | 0   | 1 |    |
| 2006-07 | 4                   | 0   | 0 | 1  | 0  | 0 | 0  | 0  | 0 | 5  | 0   | 0 |    |
| 2007-08 | 18                  | 1   | 2 | 3  | 0  | 0 | 2  | 0  | 2 | 24 | 1   | 4 |    |
| Total | 27                  | 1   | 3 | 4  | 0  | 0 | 3  | 0  | 2 | 34 | 1   | 5 |    |
| TSG 1899 Hoffenheim · Alemania | 2008-09             | 30  | 0 | 4  | 2  | 0 | 0  | 0  | 0 | 0  | 32  | 0 | 4  |
| TSG 1899 Hoffenheim · Alemania | 2009-10             | 25  | 0 | 2  | 1  | 0 | 0  | 0  | 0 | 0  | 26  | 0 | 2  |
| TSG 1899 Hoffenheim · Alemania | 2010-11             | 33  | 0 | 4  | 4  | 0 | 0  | 0  | 0 | 0  | 37  | 0 | 4  |
| TSG 1899 Hoffenheim · Alemania | 2011-12             | 31  | 1 | 1  | 4  | 0 | 0  | 0  | 0 | 0  | 35  | 1 | 1  |
| TSG 1899 Hoffenheim · Alemania | 2012-13             | 33  | 1 | 3  | 1  | 0 | 0  | 0  | 0 | 0  | 34  | 1 | 3  |
| TSG 1899 Hoffenheim · Alemania | 2013-14             | 33  | 1 | 3  | 4  | 0 | 0  | 0  | 0 | 0  | 37  | 1 | 3  |
| TSG 1899 Hoffenheim · Alemania | 2014-15             | 33  | 0 | 4  | 3  | 0 | 0  | 0  | 0 | 0  | 36  | 0 | 4  |
| TSG 1899 Hoffenheim · Alemania | Total               | 218 | 3 | 21 | 19 | 0 | 0  | 0  | 0 | 0  | 237 | 3 | 21 |
| Beşiktaş J. K. Turquía |                     |     |   |    |    |   |    |    |   |    |     |   |    |
| 2015-16 | 32                  | 0   | 0 | 4  | 0  | 0 | 6  | 0  | 0 | 42 | 0   | 0 |    |
| 2016-17 | 17                  | 0   | 0 | 4  | 1  | 0 | 6  | 0  | 1 | 27 | 1   | 1 |    |
| 2017-18 | 3                   | 0   | 0 | 0  | 0  | 0 | 0  | 0  | 0 | 3  | 0   | 0 |    |
| Total | 52                  | 0   | 0 | 8  | 1  | 0 | 12 | 0  | 1 | 72 | 1   | 1 |    |
| VfB Stuttgart · Alemania |                     |     |   |    |    |   |    |    |   |    |     |   |    |
| 2017-18 | 23                  | 1   | 2 | 2  | 0  | 1 | 0  | 0  | 0 | 25 | 1   | 3 |    |
| 2018-19 | 6                   | 0   | 0 | 0  | 0  | 0 | 0  | 0  | 0 | 6  | 0   | 0 |    |
| Total | 29                  | 1   | 2 | 1  | 0  | 1 | 0  | 0  | 0 | 31 | 1   | 3 |    |
| Total en su carrera | Total en su carrera | 326 | 5 | 26 | 33 | 1 | 1  | 15 | 0 | 3  | 374 | 6 | 30 |
| (1) Incluye datos de Copa de Alemania, Supercopa de Alemania y Copa de Turquía. (2) Incluye datos de Liga Europa de la UEFA y Liga de Campeones de la UEFA. (3) No incluye goles en partidos amistosos. |                     |     |   |    |    |   |    |    |   |    |     |   |    |

### Selección nacional
La siguiente tabla detalla los encuentros disputados y los goles marcados por Beck con la selección alemana.
| Selección | Año   | Amistoso | Amistoso | Amistoso | Clasificación | Clasificación | Clasificación | Total | Total | Total |
| Selección | Año   | PJ       | G        | A        | PJ            | G             | A             | PJ    | G     | A     |
| --------- | ----- | -------- | -------- | -------- | ------------- | ------------- | ------------- | ----- | ----- | ----- |
| Alemania  | 2009  | 2        | 0        | 0        | 4             | 0             | 1             | 6     | 0     | 1     |
| Alemania  | 2010  | 3        | 0        | 0        | -             | -             | -             | 3     | 0     | 0     |
| Total     | Total | 5        | 0        | 0        | 4             | 0             | 1             | 9     | 0     | 1     |

### Resumen estadístico
| Competición           | Partidos | Goles | Asistencias | Promedio |
| --------------------- | -------- | ----- | ----------- | -------- |
| Primera división      | 326      | 5     | 26          | 0,01     |
| Copas nacionales      | 33       | 1     | 1           | 0,03     |
| Copas internacionales | 15       | 0     | 3           | 0,00     |
| Selección de Alemania | 9        | 0     | 1           | 0,00     |
| Total                 | 383      | 6     | 31          | 0,01     |

## Palmarés

### Campeonatos nacionales
| Título               | Club           | País     | Año     |
| -------------------- | -------------- | -------- | ------- |
| 1. Bundesliga        | VfB Stuttgart  | Alemania | 2006-07 |
| Superliga de Turquía | Beşiktaş J. K. | Turquía  | 2015-16 |
| Superliga de Turquía | Beşiktaş J. K. | Turquía  | 2016-17 |

### Campeonatos internacionales
| Título          | Equipo (*)            | País   | Año  |
| --------------- | --------------------- | ------ | ---- |
| Eurocopa Sub-21 | Selección de Alemania | Suecia | 2009 |

(*) Incluyendo la selección